# Agapetes nana
Agapetes nana là một loài thực vật có hoa trong họ Thạch nam. Loài này được (Griff.) Benth. & Hook.f. mô tả khoa học đầu tiên năm 1876.